# Mir Mohammad Taleei
Mir Mohammad Taleei (* 19. November 2002) ist ein iranischer Sprinter, der sich auf den 400-Meter-Lauf spezialisiert hat.

## Sportliche Laufbahn
Erste Erfahrungen bei internationalen Meisterschaften sammelte Mir Mohammad Taleei im Jahr 2024, als er bei den Hallenasienmeisterschaften in Teheran mit der iranischen 4-mal-400-Meter-Staffel in 3:13,96 min gemeinsam mit Arash Sayyari, Mohammad Sajjad Aghaei und Ali Amirian die Bronzemedaille hinter den Teams aus Kasachstan und dem Irak gewann.
2024 wurde Taleei iranischer Hallenmeister in der 4-mal-400-Meter-Staffel.

## Persönliche Bestzeiten
- 400 Meter: 48,44 s, 15. Oktober 2023 in Teheran
  - 400 Meter (Halle): 48,81 s, 12. Januar 2024 in Teheran